# Цугольське сільське поселення
Цуго́льське сільське поселення (рос. Цугольское сельское поселение) — сільське поселення у складі Могойтуйського району Забайкальського краю Росії.
Адміністративний центр та єдиний населений пункт — село Цугол.

## Населення
Населення сільського поселення становить 829 осіб (2019; 837 у 2010, 932 у 2002).